# Neuweiler (Buttenwiesen)

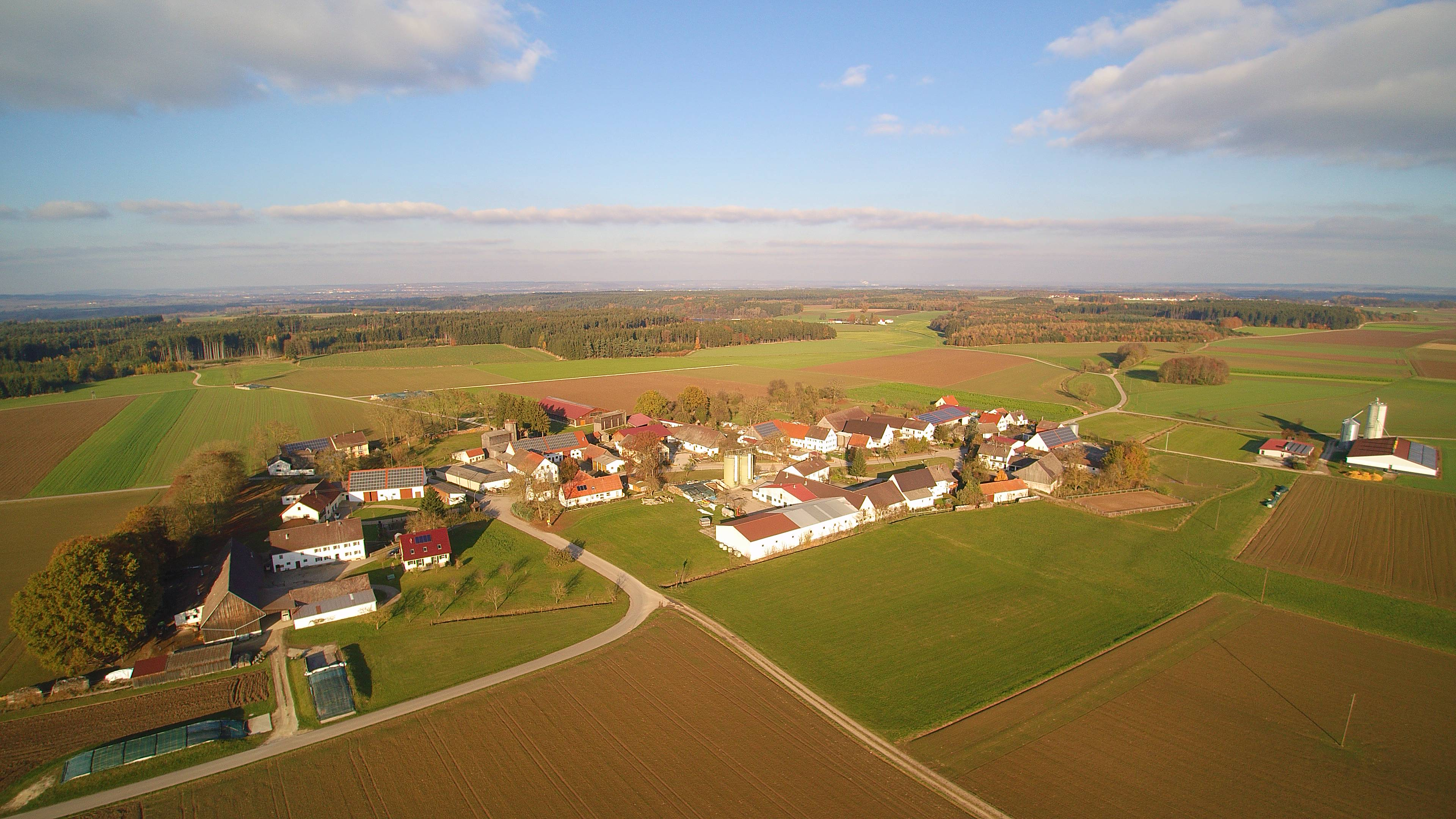
Neuweiler

Neuweiler é uma cidade suábia no município de Buttenwiesen no distrito de Dillingen an der Donau. Está localizada a dois quilômetros a nordeste de Wortelstetten.

## História
Neuweiler, era chamado no século XII "Niuwiler". O local é provavelmente uma expansão do assentamento de Allmannshofen. O mosteiro de Kaisheim adquiriu em 1248/49 propriedade no lugar, e recebeu do rei Konradin 1267 outra fazenda como presente. O domínio Donnsberg tinha a maior posse no lugar e mais tarde, o domínio Hohenreichen. Outras possessões pertenciam ao Heilig-Geist-Spital de Augsburg  e à família patrícia Imhof. Neuweiler foi entregue à Baviera após a secularização de 1802 e a mediatização de 1806. 

## Religiões
Neuweiler faz parte eclesiasticamente da paróquia Católica de St. Georg em Wortelstetten.

## Literatura
- Georg Wörishofer, Alfred Sigg, Reinhard H. Seitz: cidades, mercados e comunidades. Em: distrito de Dillingen a. d. Donau na história e no presente. Hgg. del distrito Dillingen do Danúbio, 3. re-edição ¡, Dillingen an der Donau, 2005, p. 198.